# Terrifyer
| Đánh giá chuyên môn | Đánh giá chuyên môn |
| Nguồn đánh giá      | Nguồn đánh giá      |
| Nguồn               | Đánh giá            |
| ------------------- | ------------------- |
| Allmusic            | [ 1 ]               |
| Lambgoat            | [ 2 ]               |
| PopMatters          | tích cực            |
| Punknews.org        | [ 4 ]               |

Terrifyer là album phòng thu thứ ba của ban nhạc grindcore người Mỹ Pig Destroyer. Nó được phát hành năm 2004 bởi hãng đĩa Relapse Records. Đoạn âm thành mẫu (sample) dài 1:37 nằm ở cuối "Gravedancer" xuất hiện trên soundtrack Tony Hawk's American Wasteland.
"Natasha" là một ca khúc doom metal xuất hiện trên ấn bản đặc biệt của Terrifyer. Booklet của album còn gồm một câu chuyện dài sáu trang kể về việc Natasha trở thành "Terrifyer".

## Danh sách track
Tất cả lời bài hát được viết bởi J. R. Hayes.
| Đĩa một | Đĩa một                                    | Đĩa một    |
| STT     | Nhan đề                                    | Thời lượng |
| ------- | ------------------------------------------ | ---------- |
| 1.      | "Intro"                                    | 0:41       |
| 2.      | "Pretty in Casts"                          | 1:16       |
| 3.      | "Boy Constrictor"                          | 0:58       |
| 4.      | "Scarlet Hourglass"                        | 0:57       |
| 5.      | "Thumbsucker"                              | 1:33       |
| 6.      | "Gravedancer"                              | 3:01       |
| 7.      | "Lost Cause"                               | 0:54       |
| 8.      | "Sourheart"                                | 0:53       |
| 9.      | "Towering Flesh"                           | 3:35       |
| 10.     | "Song of Filth"                            | 0:41       |
| 11.     | "Verminess"                                | 1:16       |
| 12.     | "Torture Ballad"                           | 1:21       |
| 13.     | "Restraining Order Blues"                  | 1:32       |
| 14.     | "Carrion Fairy"                            | 2:30       |
| 15.     | "Downpour Girl"                            | 1:30       |
| 16.     | "Soft Assassin"                            | 1:27       |
| 17.     | "Dead Carnations"                          | 1:30       |
| 18.     | "Crippled Horses"                          | 1:34       |
| 19.     | "The Gentleman"                            | 1:23       |
| 20.     | "Crawl of Time"                            | 1:30       |
| 21.     | "Terrifyer"                                | 2:12       |
| 22.     | "Dress in Gasoline" (Japanese bonus track) | 1:56       |
| 23.     | "The Cutting Room" (Japanese bonus track)  | 0:51       |
| 24.     | "Blurface" (Japanese bonus track)          | 0:48       |
| 25.     | "Doomspell" (Japanese bonus track)         | 2:18       |

| Đĩa hai (bản Nhật) | Đĩa hai (bản Nhật) | Đĩa hai (bản Nhật) |
| STT                | Nhan đề            | Thời lượng         |
| ------------------ | ------------------ | ------------------ |
| 1.                 | "Natasha"          | 37:55              |

| DVD | DVD                   | DVD        |
| STT | Nhan đề               | Thời lượng |
| --- | --------------------- | ---------- |
| 1.  | "Natasha" (DVD-Audio) | 37:55      |

## Thành phần tham gia
- Brian Harvey – trống
- J. R. Hayes – giọng, thiết kế
- Scott Hull – guitar, bass ("Natasha"), kỹ thuật, sản xuất, master
- Matthew Mills – solo ("Towering Flesh")
- Richard "Grindfather" Johnson – giọng ("Crawl of Time")
- Katherine Katz – giọng ("Lost Cause")
- Chris Taylor – bìa
- Jonathan Canady – thiết kế
- Matthew F. Jacobson – sản xuất phụ